# شیگرو ساروساوا
شیگرو ساروساوا (ژاپنی: 猿沢 茂؛ زادهٔ ۳۰ ژانویهٔ ۱۹۶۰) یک بازیکن فوتبال اهل ژاپن است.
از باشگاه‌هایی که در آن بازی کرده‌است می‌توان به باشگاه فوتبال سانفریس هیروشیما اشاره کرد.